# Brandweer Drenthe
De brandweer in Drenthe is onderdeel van de Veiligheidsregio Drenthe. De brandweerposten worden aangestuurd vanuit de gemeenschappelijke Meldkamer Noord-Nederland in Drachten.
In Drenthe zijn 36 brandweerposten, waarvan één kazerne met 24-uursberoepsbezetting in Emmen. De rest van de kazernes is onbemand (vrijwilligers), terwijl de post Assen-West overdag (07:30-16:30) met een beroepsbezetting werkt.

## Brandweerposten
Binnen de brandweer in Drenthe zijn 36 brandweerposten. Deze posten zijn verdeeld over de drie districten. Alle brandweerposten beschikken over ten minste één tankautospuit (TS) met standaard BIZA-bepakking. De meeste posten hebben daarnaast een personeels-/materieelvoertuig (PM). Enkele grotere posten hebben gespecialiseerde voertuigen zoals een hoogwerker (HW) of autoladder (AL), een voertuig voor duikers voor waterongevallen (WO) of een hulpverleningsvoertuig (HV1).

### Noordenveld
- 80a: Norg
- 80b: Peize
- 80c: Roden
- 80d: Veenhuizen

### Tynaarlo
- 81a: Eelde
- 81b: Vries
- 81c: Zuidlaren

### Assen
- 82a: Assen (post Assen-West)
- 82b: Assen (post Assen-Oost)

### Midden-Drenthe
- 83a: Beilen
- 83b: Smilde
- 83c: Westerbork

### Aa & Hunze
- 84a: Annen
- 84b: Gasselternijveen
- 84c: Gieten
- 84d: Rolde

### Borger-Odoorn
- 85a: Borger
- 85b: 2e Exloërmond

### Emmen (stad)
- 86a: Emmen

### Emmen (gemeente)
- 87a: Emmer-Compascuum
- 87b: Klazienaveen
- 87c: Schoonebeek

### Coevorden
- 88a: Coevorden
- 88b: Schoonoord
- 88c: Sleen
- 88d: Zweeloo
- 88e: Zwinderen

### Hoogeveen
- 89a: Hoogeveen

### De Wolden
- 90a: De Wijk / Koekange (Noordwijk)
- 90b: Ruinen
- 90c: Ruinerwold
- 90d: Zuidwolde

### Westerveld
- 91a: Diever (opgeheven 2013)
- 91b: Dwingeloo
- 91c: Havelte
- 91d: Vledder

### Meppel
- 92a: Meppel

## Bluswatervoorziening
De brandweer in Drenthe heeft een bijzondere bluswatervoorziening. Sinds 01 januari 2014 neemt Brandweer Drenthe haar eigen bluswater mee (de regio zuid-west volgde in 2016). Brandkranen van de waterleidingmaatschappij worden niet langer gebruikt. Dertig watertanks zijn strategisch over de regio verdeeld. Een watertankwagen (WT) bevat ca. vijftienduizend liter bluswater. Als meer bluswater nodig is, pendelen andere tankwagens tussen de brand en een vastgesteld vulpunt. Een vulpunt is een geboorde put, open water of bluswaterriool op maximaal vijf minuten rijden vanaf een brandlocatie. Een watertank is binnen 30 minuten terug bij de brand. Het grootschalig watertransportsysteem (WTS) blijft beschikbaar in geval van incidenten met een grote bluswaterbehoefte. Dit systeem wordt daarnaast ingezet bij langdurige incidenten, zodat de watertanks weer paraat kunnen staan voor de rest van de regio.

## Bedrijfsbrandweer
In de provincie Drenthe beschikken de volgende ondernemingen over een bedrijfsbrandweer:
- Munitiedepot Norg (Veenhuizen)
- Groningen Airport Eelde (Eelde)
- Emmtec Services (Emmen)
- Forbo Novilon (Coevorden)
- AVEBÉ Oostermoer (Gasselternijveen)
- Fokker Aerostructures (Hoogeveen)